# Кок-рок
Кок-рок (англ. cock rock) — жанр рок-музыки, акцентирующий внимание на мужской сексуальности.

## Характеристика
Согласно Саймону Фриту:

Кок-рок означает откровенное, грубое, «мастерское» выражение сексуальности… Исполнители кок-рока агрессивны, хвастливы, постоянно привлекают внимание аудитории к своему мастерству и контролю. Они выставляют на показ свои тела… микрофоны и гитары играют роль фаллических символов (или ласкаются, будто женские тела), музыка громкая, делается упор на ритм… Тексты песен напористые и высокомерные, но конкретные слова менее значимы, нежели используемые вокальные стили — пронзительные крики и скриминг.
Оригинальный текст (англ.)Cock-rock performance means an explicit, crude, 'masterful' expression of sexuality … Cock-rock performers are aggressive, boastful, constantly drawing audience attention to their prowess and control. Their bodies are on display … mikes [sic] and guitars are phallic symbols (or else caressed like female bodies), the music is loud, rhythmically insistent … Lyrics are assertive and arrogant, but the exact words are less significant than the vocal styles involved, the shrill shouting and screaming.

## История
Определение кок-рока изменилось со временем. Впервые данный термин был упомянут в 1970 году анонимным автором в нью-йоркской андеграундной феминистической газете Rat; в то время данный термин описывал музыкальную индустрию, в которой доминировали мужчины, и стал синонимом хард-рока, подчёркивающим агрессивное выражение мужской сексуальности, зачастую мизогинические тексты песен и использование фаллических образов. В 1978 году данный термин был использован социологами Саймоном Фритом и Анжелой МакРобби, чтобы указать на контраст между доминирующей мужской субкультурой кок-рока, которая была «агрессивной, доминирующей и хвастливой» и более феминизированными тин-поп-звёздами поп-музыки. Led Zeppelin были описаны как «основные поставщики кок-рока». Другие основоположники данного жанра: Rolling Stones, The Who и Джим Моррисон из The Doors.
В 1981 году Фрит охарактеризовал кок-рок так, чтобы он относился не только к мужчинам, но и к исполнителям женского пола. В 2004 году Филип Ауслэндер использовал эту характеристику, чтобы показать, что Сьюзи Кватро является женщиной-кок-рокершей.
С 1980-х годов данный термин иногда используется как синоним глэм-метала. В 21-м веке произошло возрождение жанра вместе со слез-метал-движением в Швеции, наряду с такими коллективами, как Vains of Jenna.

## Исполнители
- Роберт Плант[7]
- Сьюзи Кватро[11]
- Led Zeppelin[7]